# Lagerstätte

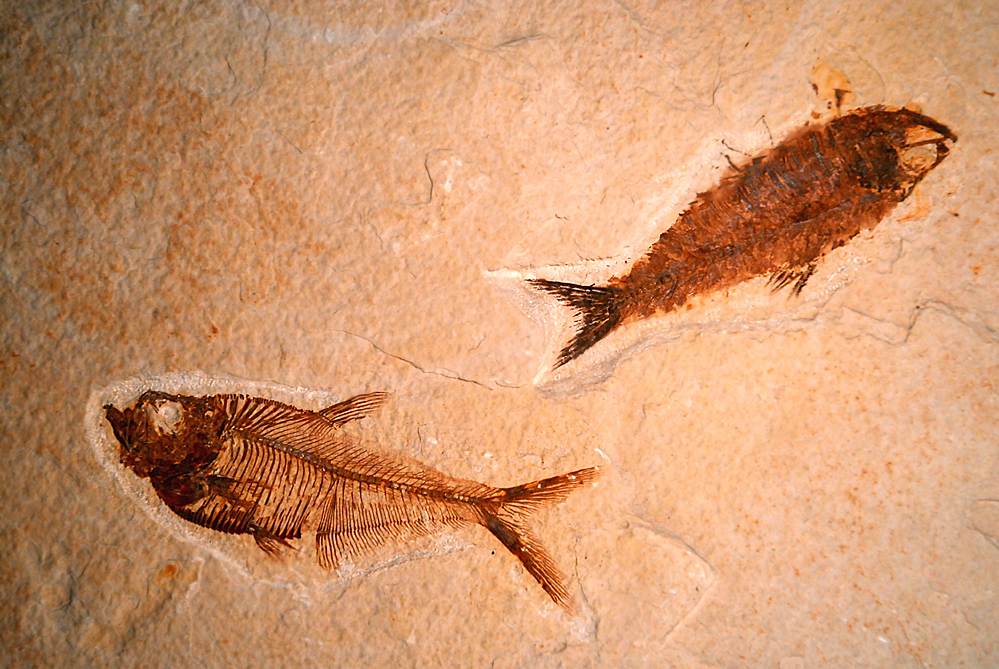
Fossiele vissen (Diplomystus en Knightia) uit de Green River Formation, een Eocene Lagerstätte

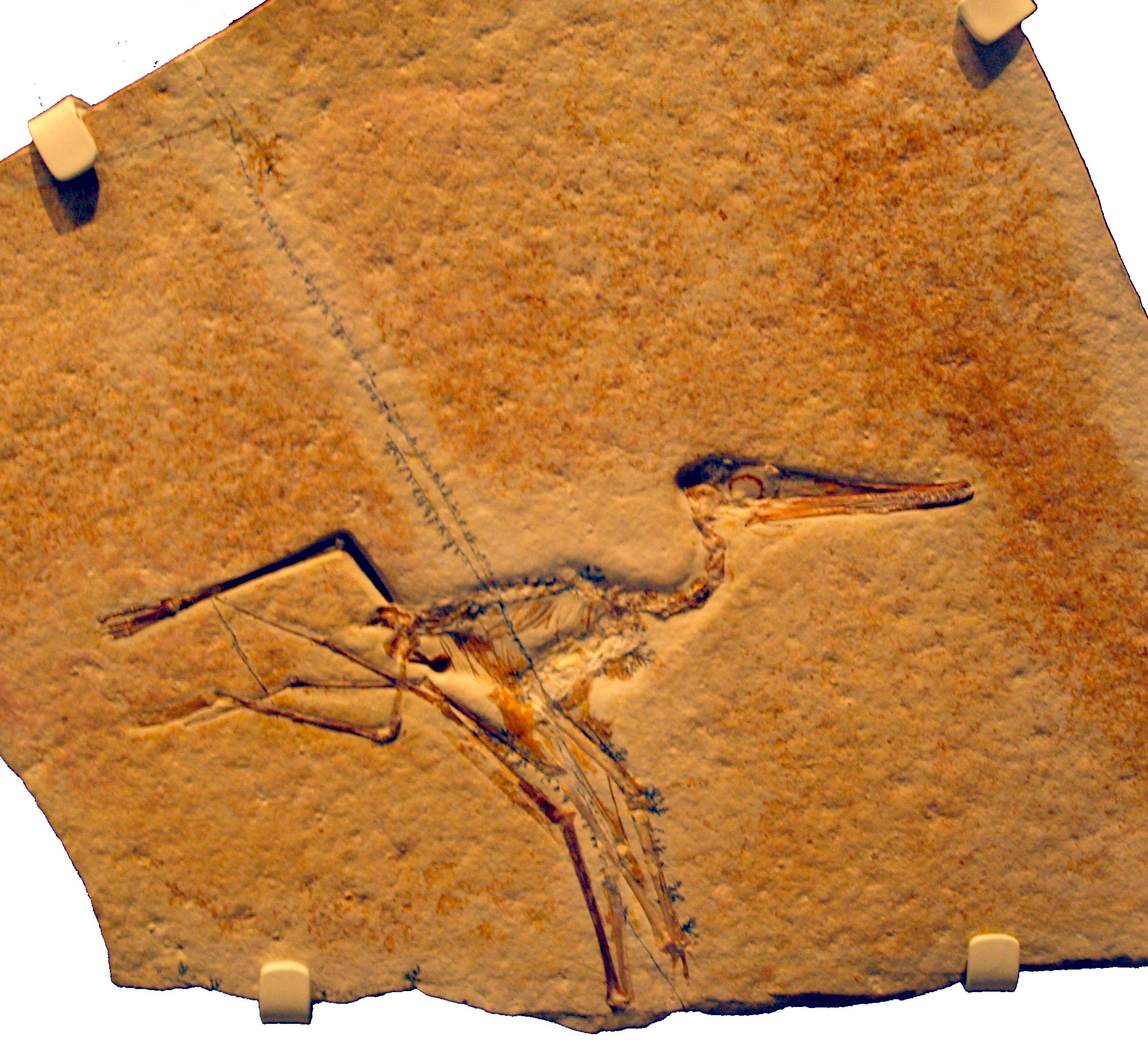
Ctenochasma elegans uit Solnhofen

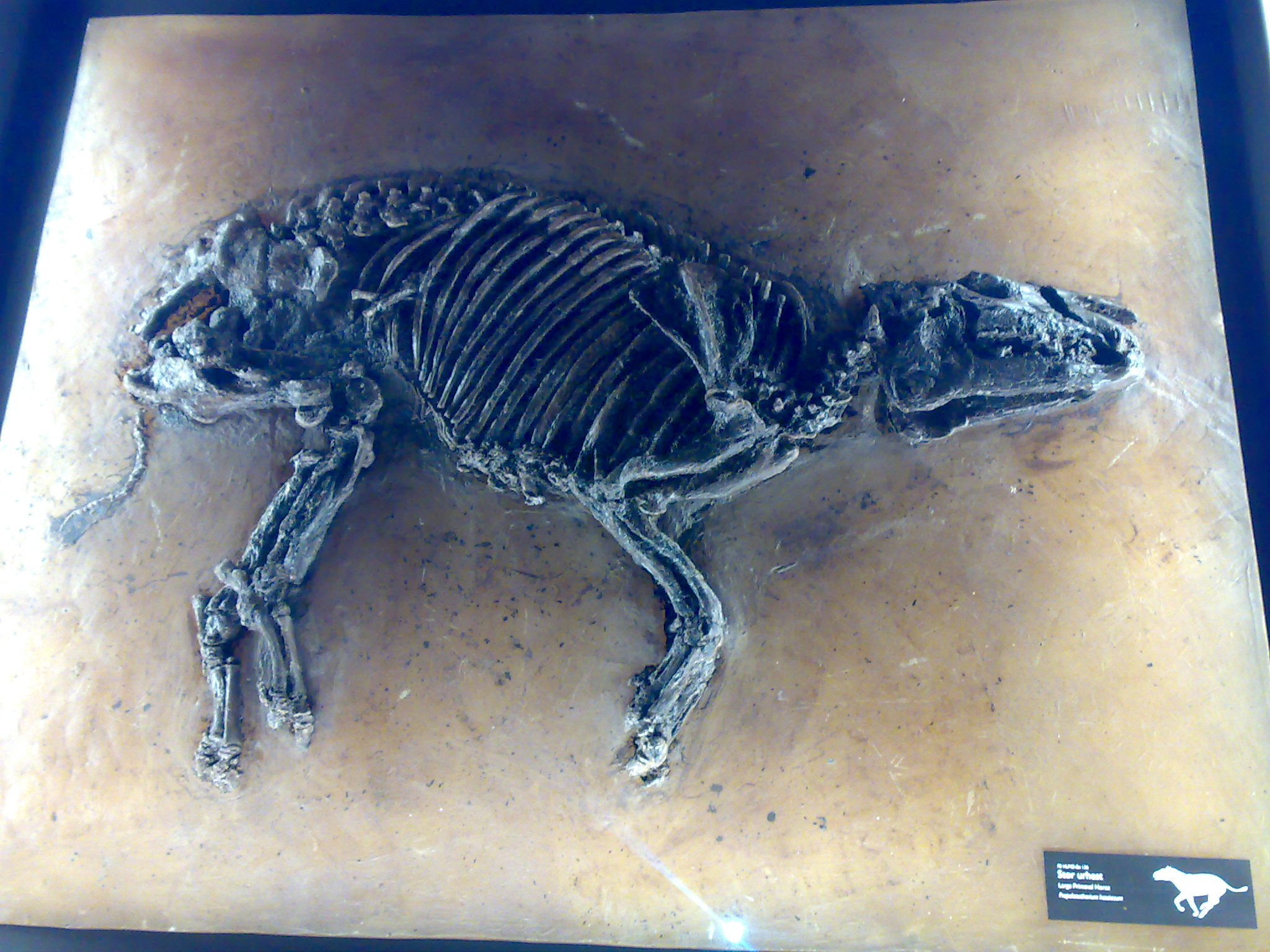
Propalaeotherium hassiacum uit de Messelgroeve

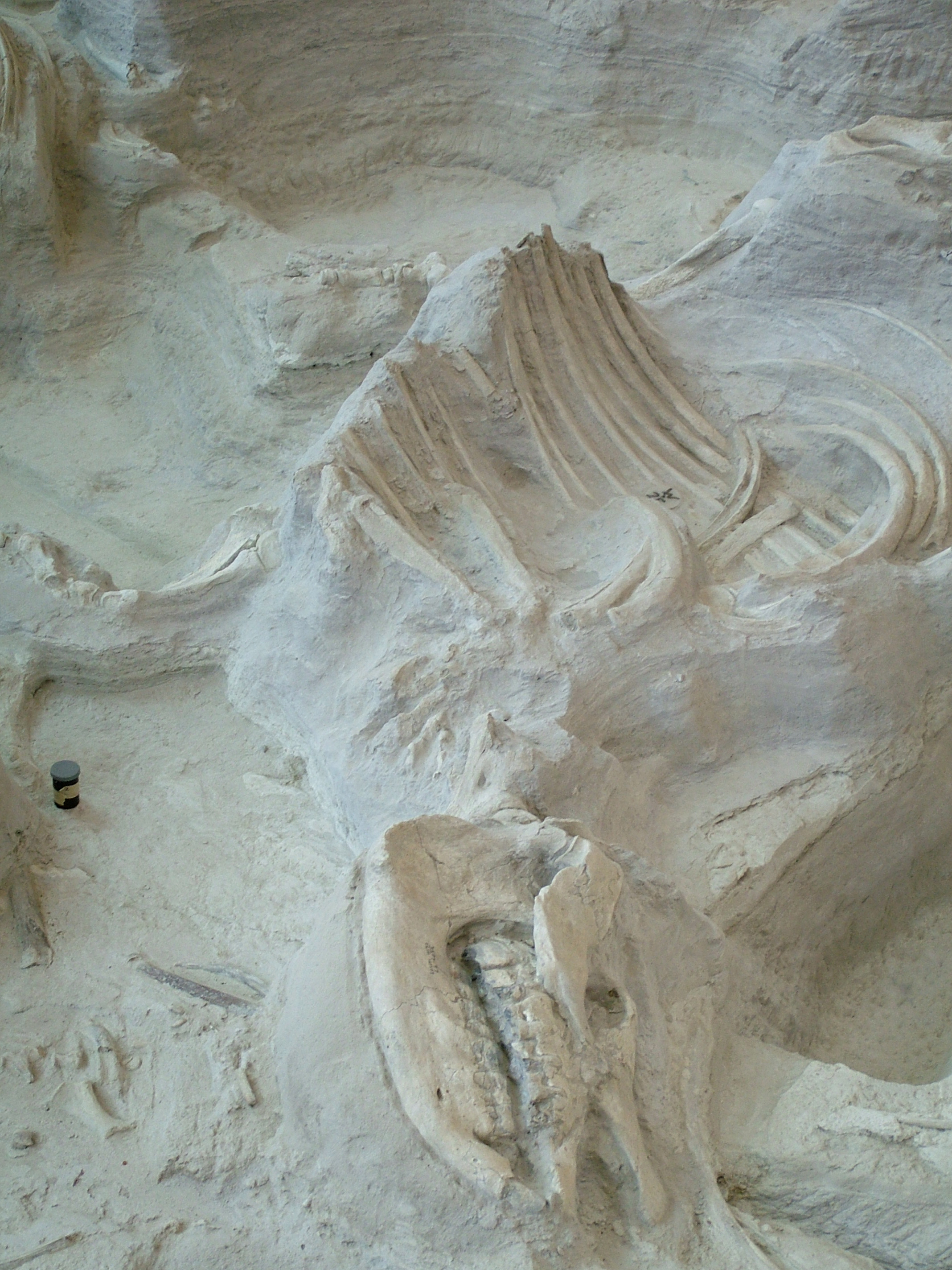
Teleoceras in de Ashfall Fossil Beds

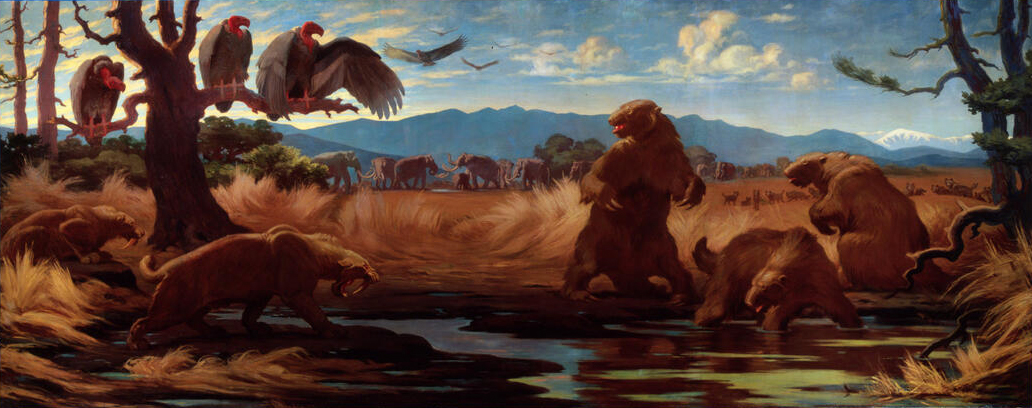
Voorstelling van de La Brea-teerputten ten tijde van het Pleistoceen, een typische Konservat-Lagerstätte

Een Lagerstätte (Duits voor "voorraadplaats", meervoud: Lagerstätten) is een sedimentair gesteente dat bijzonder goed bewaard gebleven fossielen met een vaak grote soortenrijkdom bevat. In sommige gevallen is zelfs weefsel veiliggesteld. Veel Lagerstätten zijn ontstaan toen onder anoxische omstandigheden met een minimum aan bacterieel leven de dode dieren en planten zijn begraven. Het gebrek aan zuurstof zorgt voor een unieke conservering van de fossielen. Lagerstätten zijn ontdekt op de meeste continenten en in een tijdsspanne van het Neoproterozoïcum tot het heden.
Voorbeelden van bijzondere Lagerstätten zijn de fossielenvindplaats van Chengjiang en de Burgess Shale voor het Cambrium, de Devonische Hunsrück-schalies en Gogo-formatie, Mazon Creek uit het Carboon, de Jurassische Solnhofener kalksteen, en de  Yixian-formatie uit het Krijt.
De bekendste Lagerstätten in Europa zijn de Messelgroeve (~ 50 - 47 Ma) nabij Frankfurt in Duitsland en Las Hoyas in Cuenca, Spanje.

## Soorten
Paleontologen onderscheiden twee soorten:
1. Konzentrat-Lagerstätten (concentraat-Lagerstätten) zijn afzettingen met een bepaalde "concentratie" van organische harde delen, zoals een beenderlaag. Deze Lagerstätten zijn minder spectaculair dan de bekendere Konservat-Lagerstätten. De inhoud van deze Lagerstätten is meestal het resultaat van transportprocessen, die een concentratie aan fossielen opleveren. Formaties met een hoge concentratie van in situ fossielen als riffen en oesterbanken worden niet tot de Lagerstätten gerekend.
2. Konservat-Lagerstätten (conserverings-Lagerstätten) zijn sedimenten die bekendstaan om hun uitzonderlijke preservatie van fossiele organismen of fossiele afdrukken. De individuele tafonomie van de fossielen wisselt per site. Konservat-Lagerstätten zijn cruciaal voor de reconstructie van belangrijke momenten in de geschiedenis van de Aarde en de evolutie van leven. Het onderzoek aan de Burgess Shale vormde de aanleiding voor de Cambrische explosie en de vroegst bekende vogel Archaeopteryx werd gevonden in Solnhofen.

## BelangrijkeKonservat-Lagerstätten
De belangrijkste Lagerstätten op Aarde:
| Tijdperk          | Lagerstätte                                  | Ouderdom (Ma)          | Locatie                                 | Foto |
| ----------------- | -------------------------------------------- | ---------------------- | --------------------------------------- | ---- |
| Precambrium       | Bitter Springs                               | 1000 – 850             | South Australia                         |      |
| Precambrium       | Doushantuo-formatie                          | 600 – 555              | Guizhou, China                          |      |
| Precambrium       | Mistaken Point                               | 565                    | Newfoundland, Canada                    |      |
| Precambrium       | Ediacara Hills                               | 550 - 545?             | South Australia                         |      |
| Cambrium          | Maotianshan-schalies (Chengjiang)            | 525                    | Yunnan, China                           |      |
| Cambrium          | Sirius Passet                                | 518                    | Groenland                               |      |
| Cambrium          | Emu Bay Shale                                | 517                    | South Australia                         |      |
| Cambrium          | Kaili-formatie                               | 513 – 501              | Guizhou, Zuidwest-China                 |      |
| Cambrium          | Blackberry Hill                              | ~510 – 500             | Wisconsin, Verenigde Staten             |      |
| Cambrium          | Wheeler Shale (House Range)                  | 507                    | West-Utah, Verenigde Staten             |      |
| Cambrium          | Burgess Shale                                | 505                    | British Columbia, Canada                |      |
| Cambrium          | Öland-, Kinnekulle-, Orsten- en Alum-schalie | 500                    | Zweden                                  |      |
| Ordovicium        | Fezouata-formatie                            | ~ 485                  | Draavallei, Marokko                     |      |
| Ordovicium        | Beecher's Trilobietenbank                    | 460?                   | New York, Verenigde Staten              |      |
| Ordovicium        | Walcott-Rust-groeve                          | ~455?                  | New York, Verenigde Staten              |      |
| Ordovicium        | Soomschalie                                  | 450?                   | Zuid-Afrika                             |      |
| Siluur            | Wenlock Series                               | ~425                   | Engeland, Verenigd Koninkrijk           |      |
| Devoon            | Rhynie chert                                 | 400                    | Schotland, UK                           |      |
| Devoon            | Hunsrückleisteen (Bundenbach)                | 390                    | Rijnland-Palts, Duitsland               |      |
| Devoon            | Gogo-formatie                                | 380 Frasnien           | Western Australia                       |      |
| Devoon            | Miguasha National Park                       | 370                    | Québec, Canada                          |      |
| Devoon            | Mandagery-formatie                           | 360                    | New South Wales, Australië              |      |
| Carboon           | Bear Gulch Limestone                         | 320                    | Montana, Verenigde Staten               |      |
| Carboon           | Joggins Fossil Cliffs                        | 315                    | Nova Scotia, Canada                     |      |
| Carboon           | Mazon Creek                                  | 310                    | Illinois, Verenigde Staten              |      |
| Carboon           | Montceau-les-Mines                           | 300                    | Frankrijk                               |      |
| Carboon           | Hamilton Quarry                              | 300                    | Kansas, Verenigde Staten                |      |
| Perm              | Mangrullo-formatie                           | ~285 - 275 Artinskien  | Uruguay                                 |      |
| Trias             | Madygen-formatie                             | 230                    | Kirgizië                                |      |
| Trias             | Ghost Ranch                                  | 205                    | New Mexico, Verenigde Staten            |      |
| Jura              | Holzmaden / Posidoniaschalie                 | 180                    | Württemberg, Duitsland                  |      |
| Jura              | Mesa Chelonia                                | 164,6                  | Shanshan, China                         |      |
| Jura              | La Voulte-sur-Rhône                          | 160                    | Ardèche, Frankrijk                      |      |
| Jura              | Karabastau-formatie                          | 155,7                  | Kazachstan                              |      |
| Jura              | Solnhofener kalksteen                        | 145                    | Beieren, Duitsland                      |      |
| Jura              | Canjuers-kalksteen                           | 145                    | Frankrijk                               |      |
| Krijt             | Las Hoyas                                    | ~125 Barremien         | Cuenca, Spanje                          |      |
| Krijt             | Yixian-formatie                              | ~125 - 121             | Liaoning, China                         |      |
| Krijt             | Xiagou-formatie                              | ~120 - 115? mid-Aptien | Gansu, China                            |      |
| Krijt             | Crato-formatie                               | ~117 Aptien            | Noordoost-Brazilië                      |      |
| Krijt             | Haqel / Hadjula / Al-Nammoura                | ~95                    | Libanon                                 |      |
| Krijt             | Santana-formatie                             | 108 - 92               | Brazilië                                |      |
| Krijt             | Smoky Hill Chalk                             | 87 - 82                | Kansas en Nebraska, Verenigde Staten    |      |
| Krijt             | Ingersoll-schalie                            | 85                     | Alabama, Verenigde Staten               |      |
| Krijt             | Auca Mahuevo                                 | 80                     | Patagonië, Argentinië                   |      |
| Krijt             | Zhucheng                                     | 66                     | Shandong, China                         |      |
| Eoceen            | Fur-formatie                                 | 55 - 53                | Fur,Denemarken                          |      |
| Eoceen            | London Clay                                  | 54 - 48                | Engeland, UK                            |      |
| Eoceen            | McAbee Fossil Beds                           | 52,9 ± 0,83            | British Columbia, Canada                |      |
| Eoceen            | Green River-formatie                         | 50                     | Colorado/Utah/Wyoming, Verenigde Staten |      |
| Eoceen            | Monte Bolca                                  | 49                     | Italië                                  |      |
| Eoceen            | Messel olieschalie                           | 49                     | Hessen, Duitsland                       |      |
| Oligoceen–Mioceen | Dominicaans amber                            | 30 - 10                | Dominicaanse Republiek                  |      |
| Oligoceen-Mioceen | Riversleigh                                  | 25 - 15                | Queensland, Australië                   |      |
| Mioceen           | Clarkia fossil beds                          | 20 - 17                | Idaho, Verenigde Staten                 |      |
| Mioceen           | Barstow-formatie                             | 19 - 13,4              | Californië, Verenigde Staten            |      |
| Mioceen           | Ashfall Fossil Beds                          | 12 – 13?               | Nebraska, Verenigde Staten              |      |
| Pleistoceen       | Mammoth Site                                 | 0,026 26 ka            | South Dakota, Verenigde Staten          |      |
| Pleistoceen       | La Brea-teerputten                           | 0,040 - 0,012          | Californië, Verenigde Staten            |      |